# ماکسیم لیتوینوف
ماکسیم ماکسیموویچ لیتوینوف (روسی: Макси́м Макси́мович Литви́нов؛ ۱۷ ژوئیهٔ ۱۸۷۶ – ۳۱ دسامبر ۱۹۵۱) یک سیاست‌مدار و دیپلمات اهل اتحاد جماهیر سوسیالیستی شوروی بود.
وی همچنین برنده جوایزی همچون نشان لنین شده‌است.